# 营口铁路
营口铁路，由沈大线大石桥站出岔后西行，过老边站到达终点遼寧省營口市站前區营口站。全长22.4公里，全线营业里程23.5公里。

## 历史
1898年7月6日清政府与俄罗斯帝国签订《东省铁路公司续议支路合同》，其中第三款规定“为公司运载料件粮草便捷起见，准其由南路某一站起暂筑支路至营口及隙地海口，自勘定该线拨给用地之日起，一过8年，必定拆去”。合同签订后即行测量，1899年5月6日建成大石桥至老营口牛家屯港口的铁路，使用轮船与火车对接的运输方式。初始该线只通行筑路工程车，1901年11月1日开办临时营业，1903年7月14日开办正式营业。
1905年日俄战争后，沙俄将该线转让给日本。日本先将1524毫米宽轨距改为1067毫米窄轨距，1908年3～5月又改为1435毫米标准轨距铁路，并拟将该支线从牛家屯延长到营口市街，清政府曾三次令日本政府按原合同将该线拆除。日本制造各种借囗拒绝，企图以该线扼制辽东半岛。
1909年9月4日，清政府妥协，签下《东三省交涉五案条款》，向日本让渡南满铁路大石桥-营口支线的所有权，同意日本将该线展筑到营囗市街，做为南满铁路支线，待南满铁路期满时一并归还中国。以此线的所有权为代价，中方换取了日方对京奉铁路下穿南满铁路计划的同意。
1909年12月，本线改为以新营囗站为终点。
1916年7月，营口站发生火灾，站舍等全部烧毁，同年11月，按原状恢复重建。
新中国成立后，对该线进行了全面改造，先后将木枕更换为钢筋混凝土轨枕，加固了桥梁，更新了通信设备和闭塞设备等。
1997年9月，为配合辽河大街东段改造，营口火车站被拆除近。原地重建一座仿欧式火车站（今营口站）。